# 31 da Armada
O 31 da Armada é um blog português de conteúdo maioritariamente político, criado por Rodrigo Moita de Deus. Foi fundado a 25 Novembro 2006, sendo um dos mais populares blogs de língua portuguesa, encontrando-se no top 100 da Twingly O blog ganhou alguma notoriedade pública através de actuações polémicas dos seus autores, tais como a colocação da bandeira portuguesa na vila espanhola de Olivença, que é razão de disputa entre Portugal e Espanha, ou a substituição da bandeira da República Portuguesa na Câmara Municipal de Lisboa pela bandeira monárquica.

## Cronologia
Janeiro de 2007 – O 31 da Armada vai até Olivença e, durante a noite, coloca uma bandeira portuguesa no alto do castelo. O assunto foi capa em vários jornais espanhóis. O vídeo, no Youtube, conta com mais de 23000 visualizações e perto de 900 comentários.
Abril de 2007 – O 31 da Armada faz a estreia do formato “emissões especiais”. Dois bloggers acompanharam ao vivo as directas do CDS-PP na sede do Partido. Ribeiro e Castro Vs Paulo Portas.
Junho de 2007 – O 31 da Armada é credenciado como “comunicação social” para acompanhar ao vivo a Convenção do Bloco de Esquerda. É a primeira vez que um blog é credenciado em Portugal. A emissão especial durou dois dias.
Outubro de 2007 – O 31 da Armada é credenciado para acompanhar os trabalhos do XXX Congresso do PSD em Torres Vedras. Foi a primeira emissão especial multimédia com a produção de conteúdos vídeo exclusivos.
Janeiro de 2009 – O Congresso do CDS nas Caldas da Rainha marca o regresso das emissões especiais do 31 da Armada. Ainda sem vídeos.
Agosto de 2009 – Numa inédita acção, o 31 da Armada ilude as forças policiais e substitui a bandeira da Câmara Municipal de Lisboa
Novembro de 2009 - 25 de Novembro: Jaime Neves com estátua no Campo Pequeno
Maio 2011 - O blogue 31 da Armada realizou uma campanha de cobrança de uma dívida de 83 mil milhões de euros que representa o acréscimo da dívida pública acumulada pelo governo de José Sócrates entre 2005 e 2011

## Membros Fundadores[17]
- Rodrigo Moita de Deus
- Alexandre Borges
- Carlos do Carmo Carapinha
- Diogo Belford Henriques
- Eduardo Nogueira Pinto
- Fernando Albino
- Francisco Mendes da Silva
- Henrique Burnay[18]
- Jacinto Bettencourt
- João Vacas
- Luciano Amaral
- Laura Abreu Cravo
- Manuel Castelo-Branco[19]
- Nuno Costa Santos
- Nuno Miguel Guedes
- Pedro Marques Lopes
- Paulo Pinto Mascarenhas
- Rui Tabarra e Castro
- Sofia Bragança Buchholz
- Tiago Geraldo
- Tereza Pinto de Rezende
- Vítor Cunha